# Collbran
Collbran – miasto w Stanach Zjednoczonych, w stanie Kolorado, w hrabstwie Mesa.